# Пономарьов Анатолій Петрович
Анато́лій Петро́вич Пономарьо́в (*8 жовтня 1939, Дубовське — †  2002) — відомий український історик та етнолог, доктор історичних наук.

## Життєпис
Народився 8 жовтня 1939 р. у селищі Дубовське, Сарактаського району, Оренбурзької області Московії. Батько загинув під Сталінградом у 1942 р., а мати померла незабаром після війни. Тому Анатолій Петрович рано став сиротою і розпочав самостійне життя.
Працював товарознавцем в одному з міст на Закарпатті, гірничим робітником очисного вибою шахти ім. Горького в Донецьку.
Після вступу на історичний факультет Київського державного університету ім. Т. Шевченка, А. П. Пономарьов в студентські роки захоплювався вивченням етнології під керівництвом провідних учених Інституту етнографії АН України. Брав активну участь в етнографічних експедиціях, писав реферати, працював над науковою темою. Цю роботу він не припиняв після закінчення університету працюючи вчителем в середній школі.
З 1971 р. почалася наукова біографія А. П. Пономарьова, пов'язана з Інститутом мистецтвознавства, фольклору та етнології ім. М. Т. Рильського. Молодий етнолог пройшов традиційний шлях академічного вченого — аспірант, молодший, старший, провідний науковий співробітник, завідувач відділу. В інституті захистив кандидатську і докторську дисертації.
Максимально розкрився талант вченого в Інституті політичних і етнонаціональних досліджень НАН України, де він плідно працював останні роки. Основними напрямами наукової діяльності А. П. Пономарьова були проблеми розвитку сім'ї і шлюбно-сімейних відносин, етнічна історія українців і України, національні символи й атрибути, соціонормативна культура, народні вірування й обрядовість. Праці з цієї тематики завоювали вченому заслужену славу й авторитет.
Значною заслугою А. П. Пономарьова стала активізація багатолітньої роботи українських учених по завершенню фундаментальної праці «Українці». А. П. Пономарьов зумів об'єднати зусилля провідних учених для висвітлення етнічної історії України з нових, дійсно об'єктивних позицій. Вихід у світ двотомника «Українці» і перевидання праці однотомника російською мовою в серії «Народи і Культури», яку вів Інститут етнології та антропології РАН, став помітною віхою у слов'янознавстві.
Великого значення А. П. Пономарьов надавав впровадженню результатів передових наукових досліджень у навчальний процес вищих навчальних закладів України. Його посібники «Українська етнографія» (К., 1994), «Українська минувшина» (керівник) й інші і сьогодні є незамінними у вузах при вивченні українознавства. Свої ідеї А. П. Пономарьов пропагував і в пресі та журналі «Віче», де він тривалий час працював науковим оглядачем і завідувачем відділу.
Для координації зусиль учених-етнологів у дослідженні наукових проблем А. П. Пономарьов став засновником і президентом Міжнародного наукового братства українських антропологів, етнографів і демографів. Одночасно він був членом президії асоціації етнологів Росії.
Автор понад 200 статей та 8 монографій, учасник багатьох виступів по радіо і на телебаченні.

## Вибрані праці
- Українська етнографія: Курс лекцій. — К.: Либідь, 1994. — 317 с. (19,9 обл.-вид. арк.).
- Етнічність та етнічна історія України: Курс лекцій. — К.: Либідь, 1996. — 272 с. (17,8 обл — вид. арк.).
- Українська минувшина: Ілюстрований етнографічний довідник . — 2-е вид. -К.: Либідь, 1996. — 255 с. (16,2 обл.-вид. арк.).
- Українці: Історико-етнографічна монографія: У 2 кн. — Опішне: Українське народознавство, 1999. — Кн.1. — 1999. — 527 с. (66,2 обл.-вид. арк.); Кн.2. — 1999. — 541 с. (68 обл.-вид. арк., у співавторстві з В.Баран, В.Горленко, В.Евтух та ін).